# Bisdom Sinop
Het bisdom Sinop (Latijn: Dioecesis Sinopensis) is een rooms-katholiek bisdom met als zetel Sinop, in Brazilië. Het bisdom is suffragaan aan het aartsbisdom Cuiabá.

## Geschiedenis
Het bisdom werd opgericht op 6 februari 1982, uit delen van het bisdom Diamantino.

## Parochies
Het bisdom had in 2020 een oppervlakte van 191.031 km2 en telde 682.300 inwoners waarvan 82,2% rooms-katholiek was.

## Bisschoppen
- Henrique Froehlich (25 maart 1982 - 22 maart 1995)
- Gentil Delázari (22 maart 1995 - 20 januari 2016; coadjutor sinds 9 februari 1994)
- Canísio Klaus (20 januari 2016 - heden)

Cuiabá (aartsbisdom) · Barra do Garças · Diamantino · Juína · Primavera do Leste-Paranatinga · Rondonópolis-Guiratinga · São Félix (territoriale prelatuur) · São Luíz de Cáceres · Sinop